# Divisional Cemetery

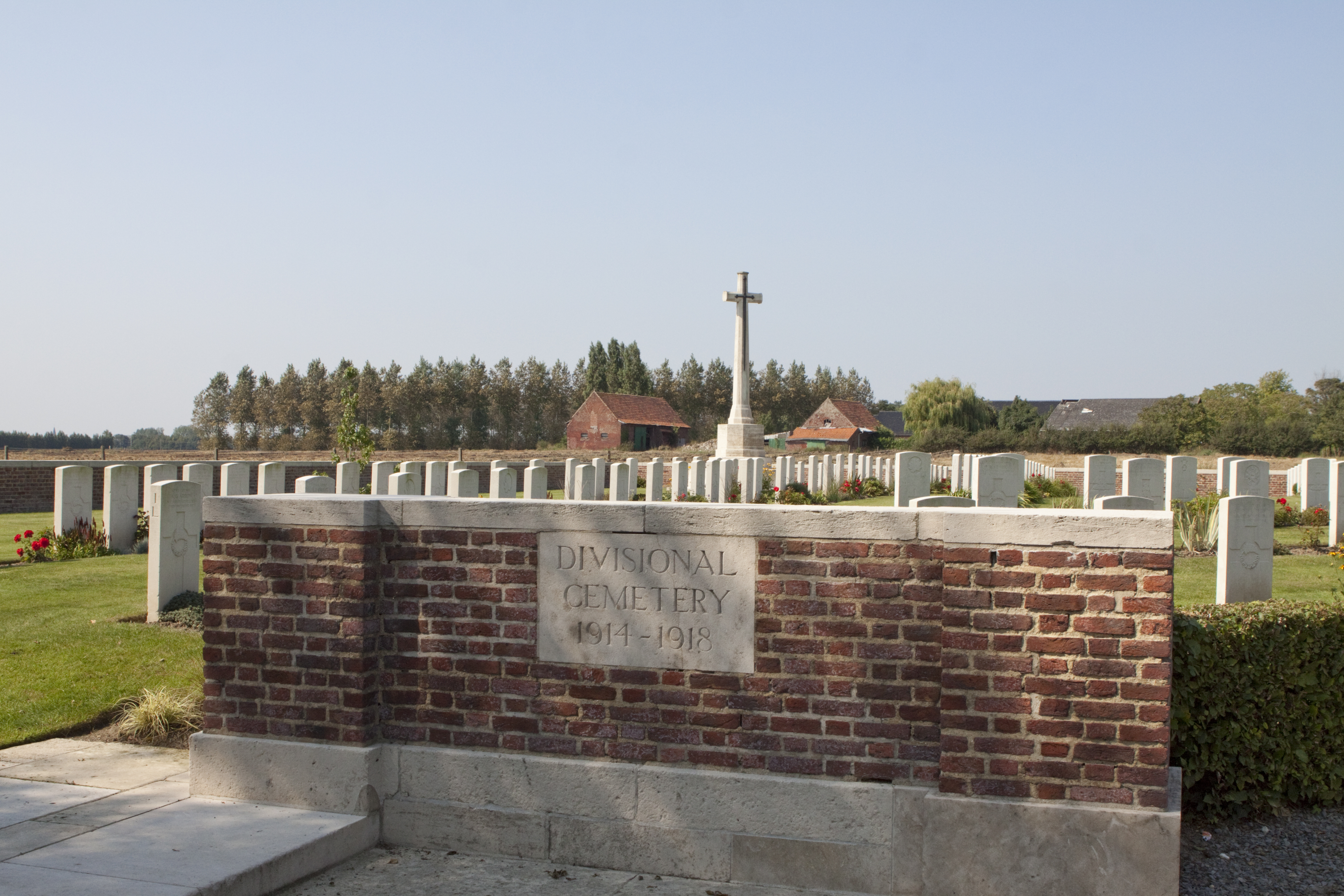

Le Divisional Cemetery est un cimetière militaire britannique de la Première Guerre mondiale situé en Belgique à 2 km à l'ouest du centre d'Ypres et à 2,6 km à l'est de l'église de Vlamertinge.
Le cimetière a été conçu par Edwin Lutyens et est entretenu par la Commonwealth War Graves Commission. Le site a une superficie de 1 430 m2 et 283 personnes y sont enterrées.

## Histoire
Le château voisin de Rossières a été utilisé par différentes divisions comme quartier général, d'où le nom de « Divisional Cemetery » (« Cimetière divisionnaire »). Un certain nombre de victimes belges y ont été enterrées en 1914 ; leurs tombes ont maintenant été enlevées[réf. souhaitée]. Le cimetière a été utilisé par les troupes britanniques de fin avril 1915 à mai 1916. Il contient une tombe collective où reposent 23 hommes du Duke of Wellington's (West Riding) Regiment tués lors d'une attaque au gaz allemand sur la "colline 60", le 5 mai 1915. 
Le cimetière fut rouvert en juillet 1917, pour accueillir des membres d'unités d'artillerie qui périrent lors de la Troisième bataille d'Ypres, ces nouvelles inhumations poussèrent le cimetière à s'agrandir considérablement. 
Il y a maintenant 283 victimes, dont 192 Britanniques (dont 5 non identifiés), 26 Canadiens (dont 1 non identifié) et 65 Néo-Zélandais.
Le château qui se trouvait à portée de l'artillerie allemande, est resté pratiquement intact depuis que le général allemand Moritz von Bissing y séjourna en octobre 1914 et que le charme du lieu l'envahit. Cependant, le château fut détruit en 1920 par l'explosion d'un dépôt de munitions.
Le cimetière a été classé au titre de monument historique en 2009[réf. souhaitée].